# 아메리칸 실버 이글

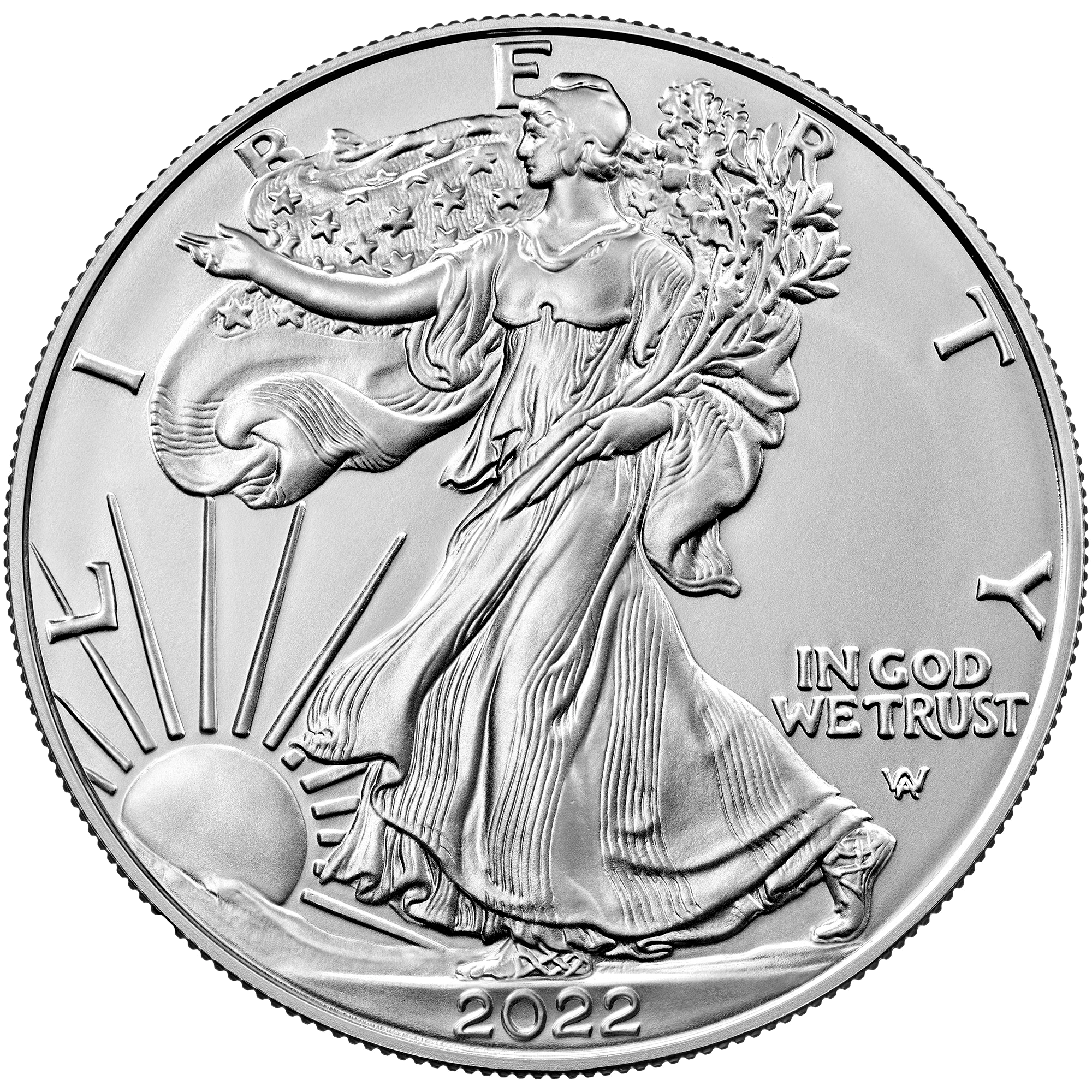

아메리칸 실버 이글(American Silver Eagle)은 미국의 공식 은화이다. 이 제품은 1986년 11월 24일 미국 조폐국에서 처음 출시되었으며 원래 1916년부터 1947년까지 워킹 리버티 하프 달러에 사용되었던 아돌프 A. 와인먼(Adolph A. Weinman)의 디자인으로 자유의 여신을 묘사한다.
아메리칸 실버 이글은 명목상 액면가가 1달러이고 99.9% 순은 1트로이 온스가 포함되어 있음이 보장되는 1트로이 온스로만 제작된다. 이는 공법 99-61(리버티 주화법, 1985년 7월 9일 승인) 타이틀 II에 의해 승인되었으며 31 U.S.C.§ 5112(e)-(h)로 성문화되었다. 함량, 중량, 순도는 미국 조폐국의 인증을 받았다. 미국 조폐국은 금괴 버전 외에도 동전 수집가를 위한 증명 버전과 비유통 버전을 제작했다. 실버 이글은 필라델피아 조폐국, 샌프란시스코 조폐국, 웨스트포인트 조폐국 세 곳의 조폐국에서 생산되었다. 아메리칸 실버 이글 불리언 동전은 개인 퇴직 계좌 투자 자금을 조달하는 데 사용될 수 있다.

## 같이 보기
- 지금형 주화
- 미국 1달러 주화